# Strathmoor Village (Kentucky)
Pour les articles homonymes, voir Strathmoor Village.
Strathmoor Village est une ville américaine située dans le comté de Jefferson, dans le Kentucky. Selon le recensement de 2020, sa population est de 684 habitants.